# كانون 1100 دي
كانون 1100 دي (بالإنجليزية: Canon EOS 1100D)‏ وفي اليابان تسمى EOS Kiss X50 وفي أمريكا EOS Rebel T3 هي كاميرا احترافية للمبتدئين. 12.2 ميجا بيكسل من إنتاج شركة كانون والتي طرحت في الأسواق في فبراير 2011